# Calle 13 (álbum)
Calle 13 es el álbum de estudio debut de la banda puertorriqueña homónima, famoso sobre todo por su segundo sencillo «Atrévete-te-te». Fue publicada el 29 de noviembre de 2005 por los sellos White Lion y Sony Music.
La foto que aparece en la contraportada del disco compacto es de la abuela materna del vocalista Residente, Flor Amelia de Gracia Barreiro. Una de las canciones, «Pi-Di-Di-Di», es un diss dedicado al músico estadounidense Puff Daddy, aludiendo a la visita del mogúl en 2004, buscando reclutar a cantantes de reguetón para su marca de ropa Sean John.

## Recepción
El álbum ha vendido 250 000 copias en Estados Unidos según Nielsen en 2008.
El álbum ganó el Latin Grammy de 2006 en la categoría «Mejor álbum de música urbana», debutó 6 en Top Latin Albums de Billboard y se mantuvo 70 semanas en total.
El sencillo Atrévete-te-te ganó el Latin Grammy en la categoría «Mejor video musical formato corto» del mismo año.

## Lista de canciones
Todas las letras escritas por Residente, salvo «Vamo' animal», coescrita por Severo Canta Claro.
| N.º   | Título                     | Duración |  |
| 1.    | «Cabe-c-o»                 | 3:34     |  |
| 2.    | «Suave»                    | 3:34     |  |
| 3.    | «La aguacatona»            | 4:01     |  |
| 4.    | «Se vale to-to»            | 3:51     |  |
| 5.    | «Ayala» (Intel-Lú)         | 0:29     |  |
| 6.    | «Tengo hambre»             | 4:05     |  |
| 7.    | «Hormiga brava»            | 3:46     |  |
| 8.    | «La jirafa»                | 3:16     |  |
| 9.    | «La comemielda» (Intel-Lú) | 0:24     |  |
| 10.   | «Atrévete-te-te»           | 4:01     |  |
| 11.   | «Pi-Di-Di-Di»              | 4:14     |  |
| 12.   | «Vamo' animal»             | 3:27     |  |
| 13.   | «Eléctrico»                | 3:21     |  |
| 14.   | «Sin coro»                 | 3:49     |  |
| 15.   | «La tripleta»              | 3:21     |  |
| 16.   | «La madre de los enanos»   | 4:02     |  |
| 17.   | «Suave» (Blass Remix)      | 3:40     |  |
| 50:56 |                            |          |  |

## Créditos y personal
- René Pérez – Artista principal, composición.
- Eduardo Cabra – Ingeniería, producción.
- Elías de León – Producción ejecutiva.
- Carlos Rosario – A&R.
- Danny Fornaris – Ingeniería, producción.
- Colin Michaels – Ingeniería, mezcla en The Ware House Studio.
- Orlando Vitto – Asistente de ingeniería.
- José L. Colon – Management.
- Woody Pornpitaksuk – Masterización.
- Andrés Cruz – Percusión.
- Arturo Vergés – Músico invitado, trombón.
- Cevero Canta Claro – Artista invitado.
- Edgar Abraham – Artista invitado (10).
- Héctor “Coco” Barés – Percusión.
- Ismael Cancel – Músico invitado.
- Julio Voltio – Artista invitado (3).
- Mark Rivera – Músico invitado, guitarra.
- Nicolás Cordero – Bajo.
- PG-13 – Artista invitada (3, 7, 15).
- Tuna Bardos – Artista invitado.

## Posicionamiento en listas
| Listas (2005–06)                     | Mejor posición |
| ------------------------------------ | -------------- |
| Estados Unidos (Billboard 200)       | 189            |
| Estados Unidos (Heatseekers Albums)  | 3              |
| Estados Unidos (Latin Rhythm Albums) | 1              |
| Estados Unidos (Top Latin Albums)    | 6              |

| Lista (2006)           | Canción          | Máxima posición |
| ---------------------- | ---------------- | --------------- |
| Hot Latin Tracks       | ¡Atrévete-te-te! | 15              |
| Latin Tropical Airplay | ¡Atrévete-te-te! | 6               |
| Hot Latin Tracks       | Suave            | 32              |
| Latin Tropical Airplay | Suave            | 40              |

## Certificaciones
| País (Certificador) | Certificación   | Ventas certificadas |
| --- | --------------- | ------------------- |
| Estados Unidos (RIAA) | Platino (Latin) | 100 000*            |
| ^cifras de envíos basadas únicamente en la certificación xcifras no especificadas basadas únicamente en la certificación |                 |                     |